# Nationaler Krebsplan
Nationaler Krebsplan (NKP)  ist der Name des Koordinierungs- und Kooperationsprogramms des  Bundesministeriums für Gesundheit zur Weiterentwicklung und Verbesserung der Früherkennung von Krebs sowie der Versorgung von krebskranken Menschen in Deutschland.  Initiatoren des 2008 ins Leben gerufenen Programms sind neben dem Bundesministerium für Gesundheit die Deutsche Krebsgesellschaft, die Deutsche Krebshilfe und die Arbeitsgemeinschaft Deutscher Tumorzentren (ADT).

## Geschichte und Entwicklung
Gestützt auf Erkenntnisse aus dem Robert Koch-Institut sowie des Deutschen Krebsforschungszentrum (DKFZ) über die Entwicklung von Krebs zur Volkskrankheit hatte das BMG mit Unterstützung von Fachgesellschaften die Einrichtung mit dem Ziel einer langfristigen Zusammenarbeit beschlossen. Der Nationale Krebsplan wurde in der Amtszeit von Gesundheitsministerin Ulla Schmidt  am 16. Juni 2008 proklamiert. In der Folgezeit ist es der Bundesregierung gelungen, Länder, Krankenkassen, Rentenversicherung, Leistungserbringer, Ärzte-Organisationen, Wissenschaft und Patientenverbände als engagierte Partner für eine Zusammenarbeit zu gewinnen.

## Schwerpunkte
Die Schwerpunkte des Nationalen Krebsplans liegen auf vier "Handlungsfeldern". In diesen Feldern wurden insgesamt 13 Ziele entwickelt. Die Handlungsfelder sind
1. Weiterentwicklung der Krebsfrüherkennung (Teilnahmerate, internationale Qualitätsanforderungen, Evaluation)
2. Weiterentwicklung der onkologischen Versorgungsstrukturen und der Qualitätssicherung (Angleichung von Versorgungsunterschieden, einheitliche Zertifizierungen, S3-Leitlinien für alle häufigen Tumorarten, Vernetzung der Anbieter, Qualitätsberichterstattung, flächendeckend Psychoonkologie)
3. Sicherstellung einer effizienten onkologischen Behandlung mit dem Schwerpunkt auf onkologischer Arzneimitteltherapie (evidenzbasiert, wirtschaftlich)
4. Stärkung der Patientenorientierung (qualitätsgesicherte Information und Beratung)

Mit der Aufnahme eines Nationalen Krebsplans setzt Deutschland nach Angaben des Gesundheitsministeriums auch entsprechende Empfehlungen der Europäischen Union und der Weltgesundheitsorganisation WHO um. Die Krebsforschung, insbesondere die Versorgungsforschung, werde als Querschnittsthema in den Handlungsfeldern berücksichtigt.

## Forschung im nationalen Krebsplan
Das Bundesministerium für Gesundheit hatte am 20. Juni 2011 den Förderschwerpunkt „Forschung im Nationalen Krebsplan“ im Rahmen seiner Ressortforschung gestartet. Die Ergebnisse werden nach amtlichen Angaben die gesundheitspolitische Entscheidungsgrundlage für die gezielte Weiterentwicklung der onkologischen Versorgung bilden. Der ausgeschriebene Förderschwerpunkt basiert auf dem ermittelten Forschungsbedarf zu verschiedenen Zielen in den einzelnen Handlungsfeldern des NKP. Dies betrifft auch Fragestellungen wie Krebsfrüherkennung und Risiko, Patientenkompetenz sowie psychoonkologische Versorgung. Mit der Förderung von 13 im Rahmen eines Gutachterverfahrens ausgewählten Projekten wurde in 2012 begonnen. Insgesamt stehen fünf Millionen Euro für die gesamte Laufzeit zur Verfügung.